# スパ白金
スパ白金(すぱしろかね・SPA SHIROKANE）とは東京都港区白金台一丁目に存在する会員制スポーツジム。明治安田生命グループに所属する。

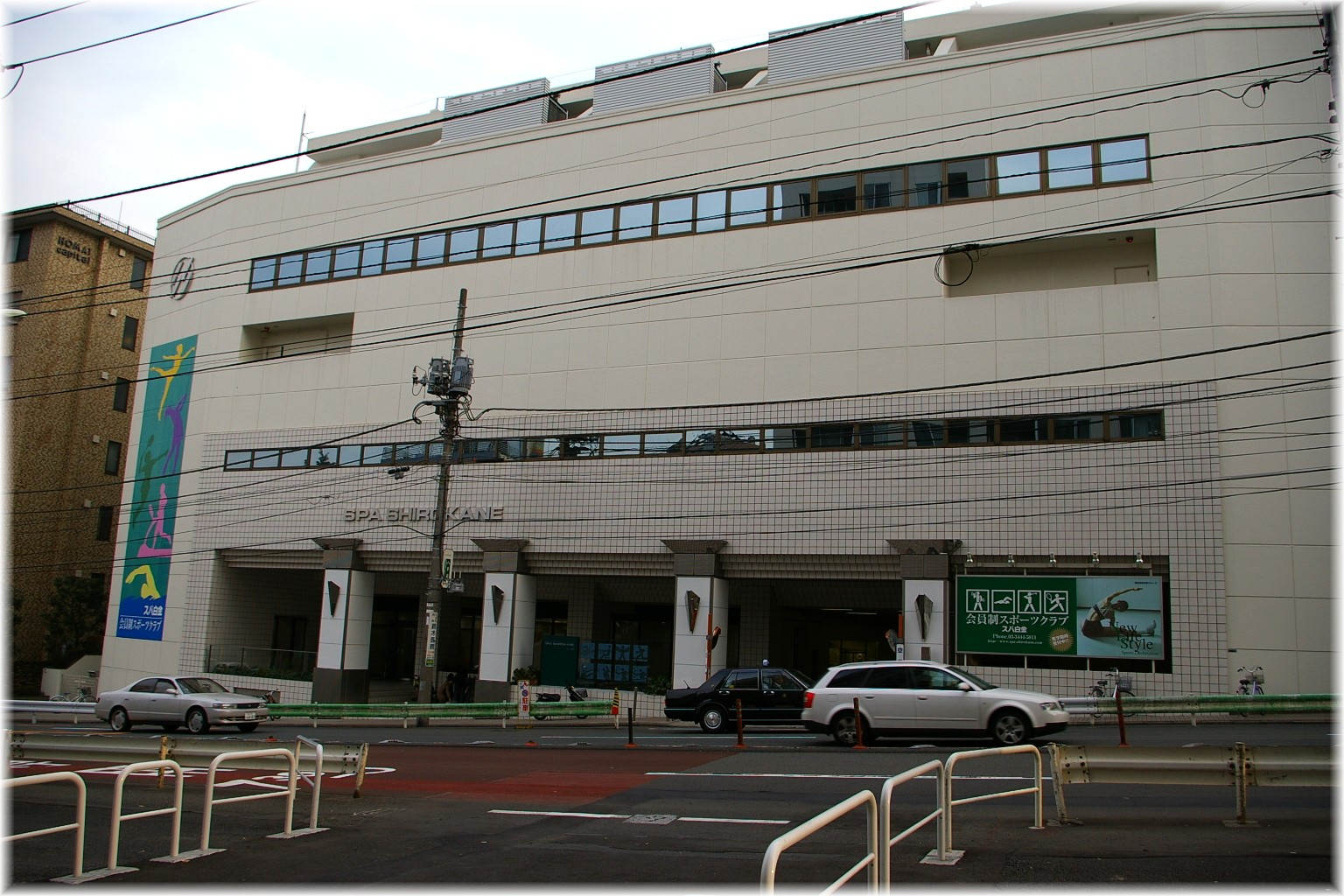

高所得者をターゲットとした会員制スポーツジムの先駆けであり、芸能人や有名人なども会員に名を連ねている。館内にはトレーニングジム、プール、ラケットボール、ゴルフ練習場が完備されている。
スパ白金の敷地には、かつて実業家の藤山雷太が建てた慶應義塾大学白金台日吉坂図書館（藤山工業図書館）があった。藤山は安田信託銀行などの相談役も勤めていたことから、この図書館の跡地に建てられたスパ白金は、現在でも明治安田生命グループの経営となっている。なお、この図書館の後身として、1958年（昭和33年）に慶應義塾大学日吉キャンパス（横浜市港北区）に藤山記念日吉図書館（現・藤山記念館）が建設された。
また、この隣接地には、藤山雷太と、その息子で外務大臣等を歴任した藤山愛一郎の邸宅があった。その跡地は現在はシェラトン都ホテル東京となっている。
２０２３年３月閉館。